# Os Malaquias
Os Malaquias é um romance da escritora brasileira Andréa del Fuego publicado em 2010 pela editora Língua Geral, vencedor da sétima edição do Prémio Literário José Saramago, em 2011.